# 新特劳布灵
新特劳布灵（德語：Neutraubling，發音：[nɔʏˈtʁaʊplɪŋ] ⓘ）是德国巴伐利亚州上普法尔茨行政区雷根斯堡县的城市，面积9.75平方千米，2023年12月31日人口为14,614人。